# 영목항
영목항은 충청남도 태안군 고남면 고남리에 있는 어항이다. 1995년 10월 30일 지방어항으로 지정되었으며, 2021년 국가어항으로 신규 지정되었다. 시설관리자는 태안군수이다.

## 어항구역
영목항의 어항구역은 다음과 같다.
- 수역: 영목부락 남쪽 기점( X=322,285 Y=148,270)으로부터 정남방향으로 325m, 이 점에서 정동쪽으로 450m, 이 점에서 정북쪽방향으로 500m, 이 점에서 정서쪽방향 육지쪽으로 그은 선내의 공유수면
- 육역: 충청남도 태안군 고남면 고남리 334-65 외 6필지 (세부내역 생략)

## 어항 개발계획
2017년 6월 27일 지방어항(영목항) 개발계획(변경) 고시되었다.